# Gandung Baru
Gandung Baru is een bestuurslaag in het regentschap Lebong van de provincie Bengkulu, Indonesië. Gandung Baru telt 718 inwoners (volkstelling 2010).